# Yondó (kommun)
Yondó är en kommun i Colombia.   Den ligger i departementet Antioquía, i den centrala delen av landet, 260 km norr om huvudstaden Bogotá. Antalet invånare är 15 097.